# Arène
Pour les articles homonymes, voir Arène (homonymie).
Cet article possède un paronyme, voir ARENH.
Une arène est un édifice dans lequel se déroulent, entre autres, les courses de taureaux. Ces édifices dans leur architecture actuelle dite « arène espagnole » sont nés en Espagne à la fin du XVIIIe siècle, mais ils ont connu auparavant diverses formes et se sont répandus en Amérique latine, notamment au Mexique, où la première corrida a eu lieu le 13 août 1529 à Mexico. En France où il existait déjà plusieurs formes de tauromachies, les arènes ont été construites dans la deuxième moitié du XIXe siècle.
« En Espagne au cours des siècles, les jeux taurins populaires se sont déplacés des champs vers les plazas mayores (grande place des villes), puis des plazas mayores vers des arènes construites à cet effet, où la fiesta brava  a pris la forme d'un spectacle à part entière. » Ainsi sont nées les arènes, en Espagne d'abord, puis en France sur le modèle espagnol le plus souvent, à l'exception des amphithéâtres romains qui avaient déjà leur structure.

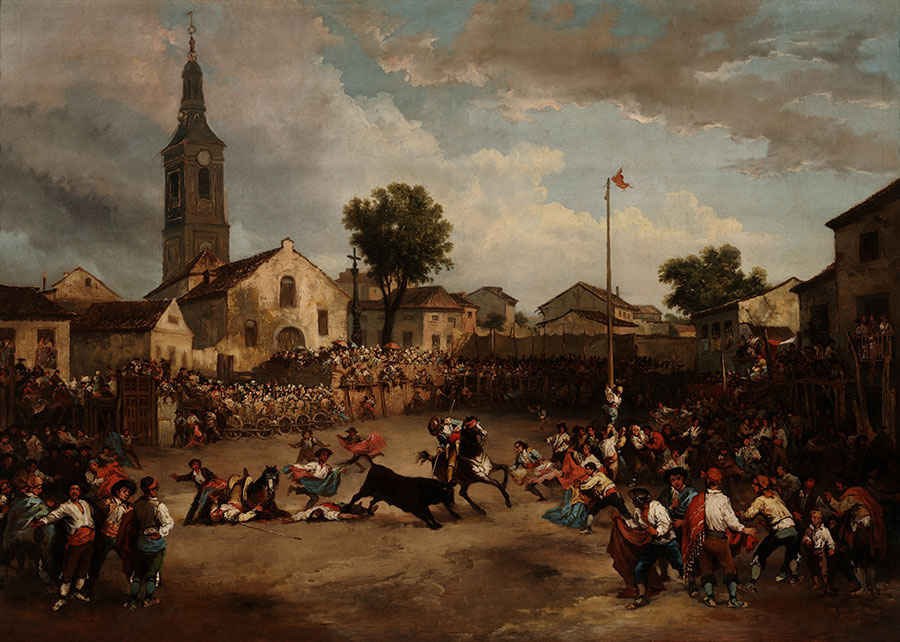
Gran corrida de toros y cucaña E.L.Velázquez.

L'architecture des arènes a connu des évolutions. Il y eut d'abord les arènes rectangulaires, peu propices aux jeux taurins car les taureaux mansos avaient l'habitude de se réfugier dans les coins. On tenta de remédier à cet inconvénient avec les arènes en polygone, qui comportaient encore des coins, ce qui ne réglait pas le problème.  
Diverses idées s'imposèrent au fil du temps, certaines d'entre elles données par les matadors : Joselito eut l'idée de l'actuelle monumental de Las Ventas à Madrid. Mais bien avant lui, ce fut Paquiro qui énuméra les normes des arènes. Il avait été maçon avant d'être torero. Dans son traité de tauromachie Tauromaquia completa, il préconisait un édifice en pierres de taille jusqu'aux premiers balcons, construit à une certaine distance des villes, avec des précisions sur le pourtour des arènes, et les voies d'accès.  Peu à peu les constructions urbaines ont rejoint les arènes qui se sont retrouvées dans les villes, s'incorporant à l'urbanisme de la péninsule ibérique tout entière.
Plus tard, Joselito s'est soucié de la construction d'arènes plus petites pour que les dernières places occupées par les aficionados peu fortunés ne soient pas trop éloignées de la piste qui était désormais recouverte de sable. Il a défini la capacité maximum des grandes arènes à quinze ou seize mille personnes.
À partir du XIXe siècle, les corridas espagnoles se sont implantées en France aux côtés d'autres jeux taurins qui se pratiquaient comme en Espagne, sur les places de village ou dans les champs. Les premières arènes construites en France sur le modèle espagnol furent les Arènes de la rue Pergolèse à Paris  En 1888, une société composée d'éleveurs espagnols  décide de financer la construction de nouvelles arène pour l'Exposition universelle de Paris de 1889. Construites en briques avec une base en pierres et un toit en métal, l'arène avait la forme d'un polygone avec une piste de 56 mètres de diamètre
Les arènes de course landaise et de course camarguaise se distinguent  souvent de l'architecture des arènes espagnoles. Par exemple les arènes de Mugron en forme de fer à cheval sont très caractéristiques des Landes. Pour la course camarguaise les Arènes d'Aimargues sont typiques. Elles ont gardé la tradition du « plan de charrettes » des arènes de  bouvino. 
Certaines  arènes  de course landaise ou camarguaise reprennent toutefois l'architecture espagnole qu'elles personnalisent selon leurs traditions comme les arènes de Aire-sur-l'Adour dans les Landes ou dans les Bouches-du-Rhône les Arènes des Saintes-Maries-de-la-Mer qui pratiquent aussi la   course espagnole.

## France

### Présentation

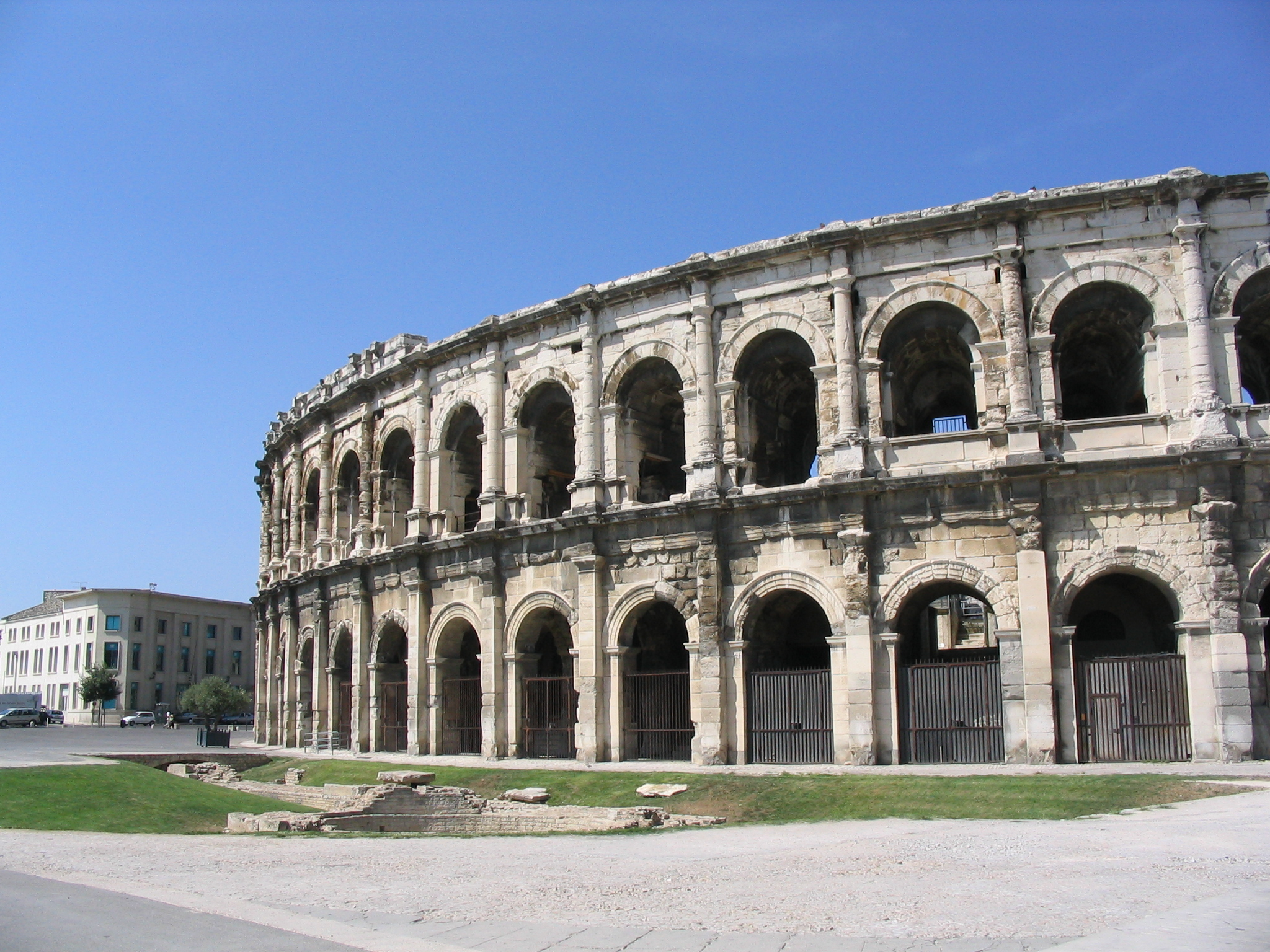
Les arènes de Nîmes

En France, on organise des courses de taureaux dans les amphithéâtres romains de Fréjus (Var), Arles (Bouches-du-Rhône) et Nîmes (Gard). Dans d’autres villes comme à Béziers (Hérault), Bayonne (Pyrénées-Atlantiques), Dax (Landes), Mont-de-Marsan (Landes) ou Vic-Fezensac (Gers), il s’agit d’arènes modernes construites sur le modèle espagnol, et comme elles, circulaires. Dans nombre de villages et bourgs du Sud-est, où l’on organise surtout des courses camarguaises, elles sont parfois rectangulaires ou carrées ; d’autres sont ovales. Dans les villages et bourgs du Sud-ouest où l’on organise surtout des courses landaises, elles sont souvent de forme rectangulaire, deux des angles étant à pan coupé.
Les plus grandes arènes françaises sont celles de Nîmes (13 736 places). Viennent ensuite celles de Béziers (13 100 places), puis celles d'Arles (12 500 places).
Dans les arènes françaises, la désignation des places reprend les critères espagnols et leur vocabulaire. Il y a trois premières catégories de places correspondent respectivement aux barreras, contra-barreras et delanteras (premières, secondes, troisièmes). Ce sont les meilleures places : il est préférable d'être tout près ou à moyenne distance de la piste pour saisir les expressions du torero, le regard du taureau et les subtilités de certaines passes. Selon les arènes  les « secondes » peuvent être en face des premières, ou au-dessus des premières. La norme veut qu'il y ait un seul rang de barreras, un seul de contra-barreras et un seul de delanteras.
Il y a ensuite les places hautes, avec des sièges dans les arènes de première catégorie et la plupart des arènes de deuxième catégorie. Viennent ensuite les gradins tendidos des « gradins toril » (qui ne sont pas forcément au-dessus du toril), des « tribunes spéciales ». On a même vu des « nouvelles tribunes » rester « nouvelles » durant une dizaine d’années avant de devenir « présidentielles ».

### Catégories
En France, les dispositions concernant le classement des arènes étaient contenues dans l'article 10  du Règlement de l'Union des villes taurines françaises qui reste assez succinct sur les arènes de deuxième catégorie, et assez vague sur les critères de choix. On peut se reporter à la documentation du site internet Torofiesta ou à l'annexe de Jean-Baptiste Maudet dont les chiffres sont assez proches.
Les remaniements d'arènes, la destruction de certaines arènes, leur agrandissement, la modification de leur statut et des empresas qui les gèrent, rendent leur classement évolutif. Ainsi, depuis 2003, l'assemblée générale de l'Union des villes taurines françaises a voté à Carcassonne la modification de l'article 10 du règlement taurin municipal.
Critères
Arènes de première catégorie :
- Construction en dur (certaines arènes démontables ne pouvant prétendre à être en première catégorie)
- Capacité minimum de 6 000 places
- Cinq spectacles majeurs, corridas, novilladas piquées ou corridas de rejón, dans l'année
- Corrals
- Infirmerie à demeure, équipée dans les normes du règlement
- Respect du règlement de l'UVTF[20]
- Arènes de première catégorie : Arles, Bayonne, Béziers, Dax, Mont-de-Marsan, Nîmes, Vic-Fezensac

Arènes de deuxième catégorie :
- Structure en dur ou démontable avec un minimum de 3 000 places
- Trois spectacles majeurs au minimum
- Arènes de deuxième catégorie : Aire-sur-l'Adour, Alès, Beaucaire, Châteaurenard, Céret, Eauze, Fréjus, Le Grau du Roi, Lunel, Orthez[note 2] et Saint-Vincent de Tyrosse qui peuvent accueillir au minimum 3000 personnes selon l'étude de Jean-Baptiste Maudet[18]

Arènes de troisième catégorie : toutes les autres arènes en France

## Espagne

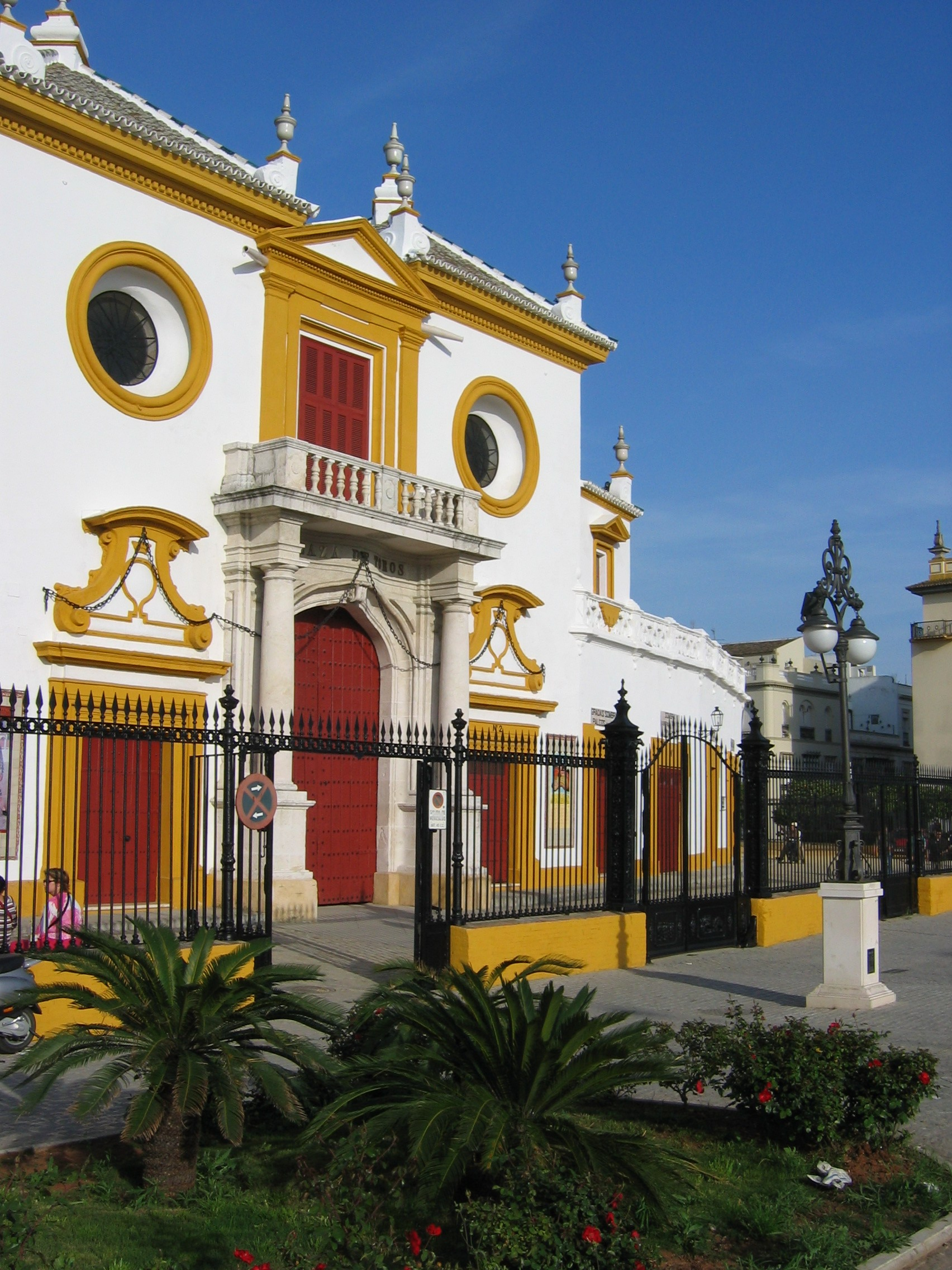
Les arènes de la Real Maestranza de Séville, vues de l’extérieur…

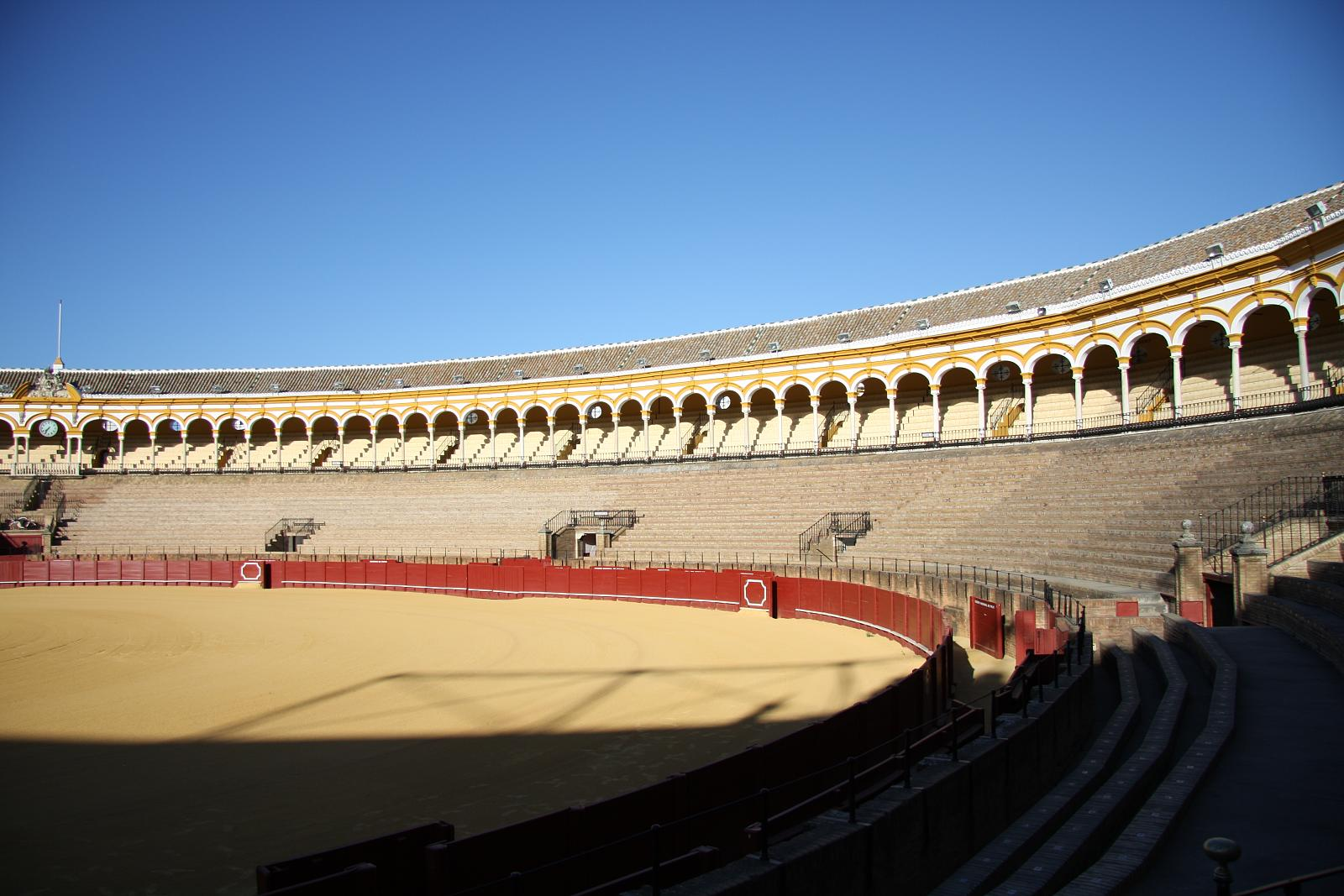
Les arènes de la Real Maestranza de Séville, vues de l'intérieur.

À l’origine, les corridas avaient lieu sur des places publiques, fermées par des barrières ou des charrettes. Ces arènes de fortune existent encore, notamment à Ciudad Rodrigo, dans la province de Salamanque. À Madrid, elles se déroulaient sur la Plaza Mayor
À partir du milieu du XVIIIe siècle on commence à construire des plazas de toros (« places de taureaux »), dédiées spécialement aux courses de taureaux. Les plus anciennes arènes encore en activité sont celles de Séville (la Maestranza), ouvertes en 1761 ; viennent ensuite celles de Ronda ouvertes en 1786. La plaza de Las Ventas à Madrid a été ouverte en 1931.
Les premières arènes étaient de formes sensiblement carrée ou rectangulaire. Puis on a coupé les angles, ce qui en faisait des octogones irréguliers, puis on les a fait rondes. Les arènes de Séville ont une forme particulière : ni ronde ni ovale, leur forme rappelle celle d’un cœur.
La taille de la piste est variable : les plus petites ne dépassent guère trente-cinq mètres de diamètre, les plus grandes (Madrid et El Puerto de Santa María) atteignent soixante mètres. À Séville, la plus grande dimension est également de soixante mètres.
De la plus petite (quelques centaines de places) à la plus grande (Mexico : 48 000 places), la capacité varie du simple au centuple. À Madrid, elle est de 23 500 places ; à Pampelune (Navarre), de 19 500 places et à Séville de 12 500 places.

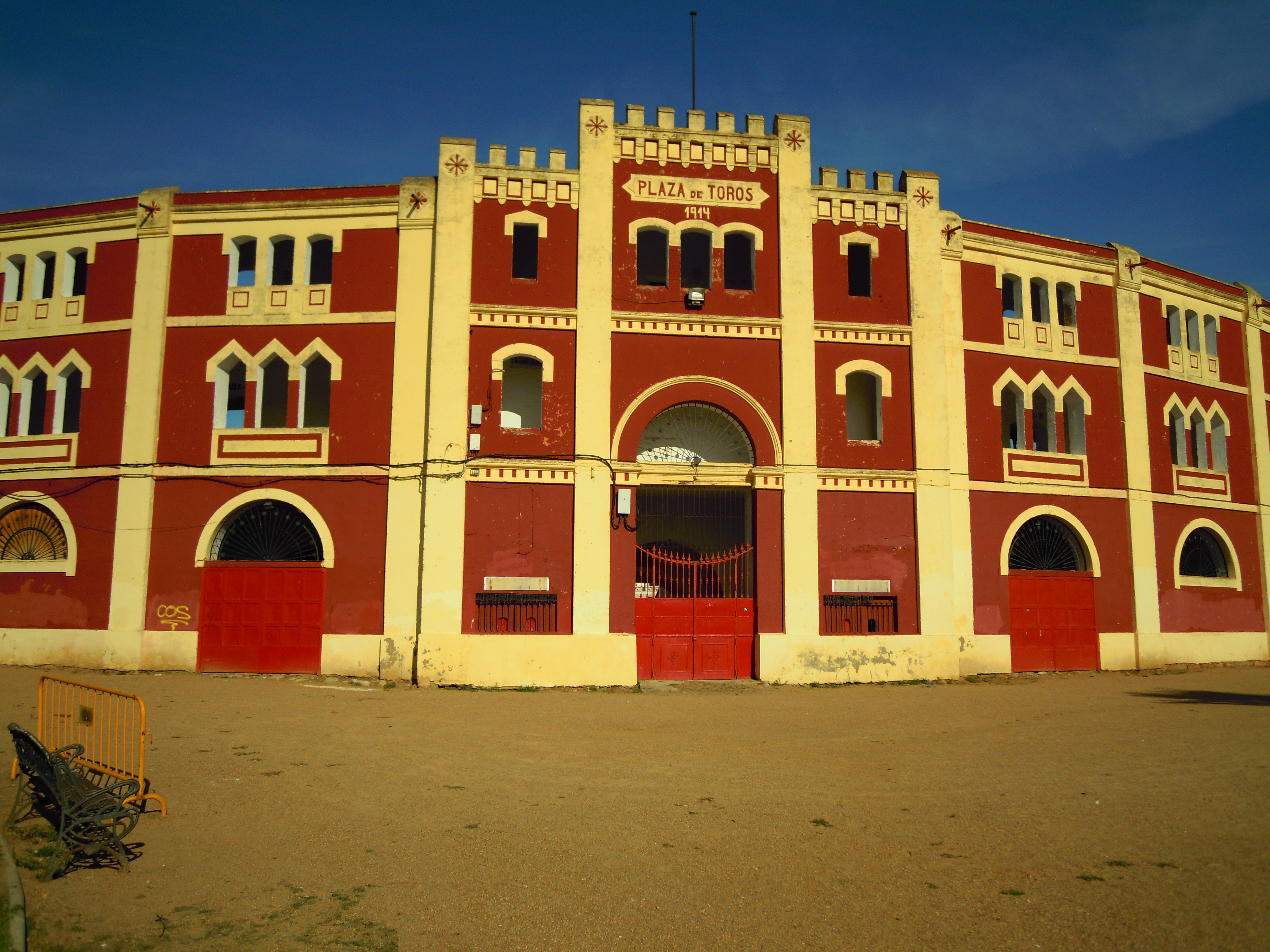
Les arènes de Mérida.

Les gradins des arènes espagnoles sont divisés en trois catégories : « Sol » (« Soleil »), exposés au soleil durant toute la corrida,  « Sol y sombra » (« Soleil et ombre »), exposés au soleil au début, puis à l’ombre, « Sombra », protégés du soleil dès le paseo. À cette division selon l’ensoleillement se superpose une autre division géométrique : les gradins sont numérotés dans le sens des aiguilles d’une montre à partir, soit de la loge du président, soit de la loge d’« honneur » : Loge royale à Madrid, loge du Prince (des Asturies) à Séville. Les tarifs des places étant indexés sur le confort, c'est-à-dire leur ombrage, cette division correspond également à une division sociale : les places au soleil sont généralement plus populaires et plus animées.
À ces divisions verticales, s’ajoute une division horizontale : le premier rang des gradins s’appelle « barrera » (« barrière »), le deuxième « contrabarrera » (« contrebarrière »), le troisième « delantera ». Viennent ensuite plusieurs rangs de « tendidos ». Derrière les tendidos se trouvent des gradins légèrement surélevés : côté « sombra » les « palcos », ailleurs les « gradas ». Enfin, dans les plus grandes arènes, au-dessus des palcos et des gradas se trouve un second étage de gradins, les « andanadas ».

## Composition d'une arène de corrida

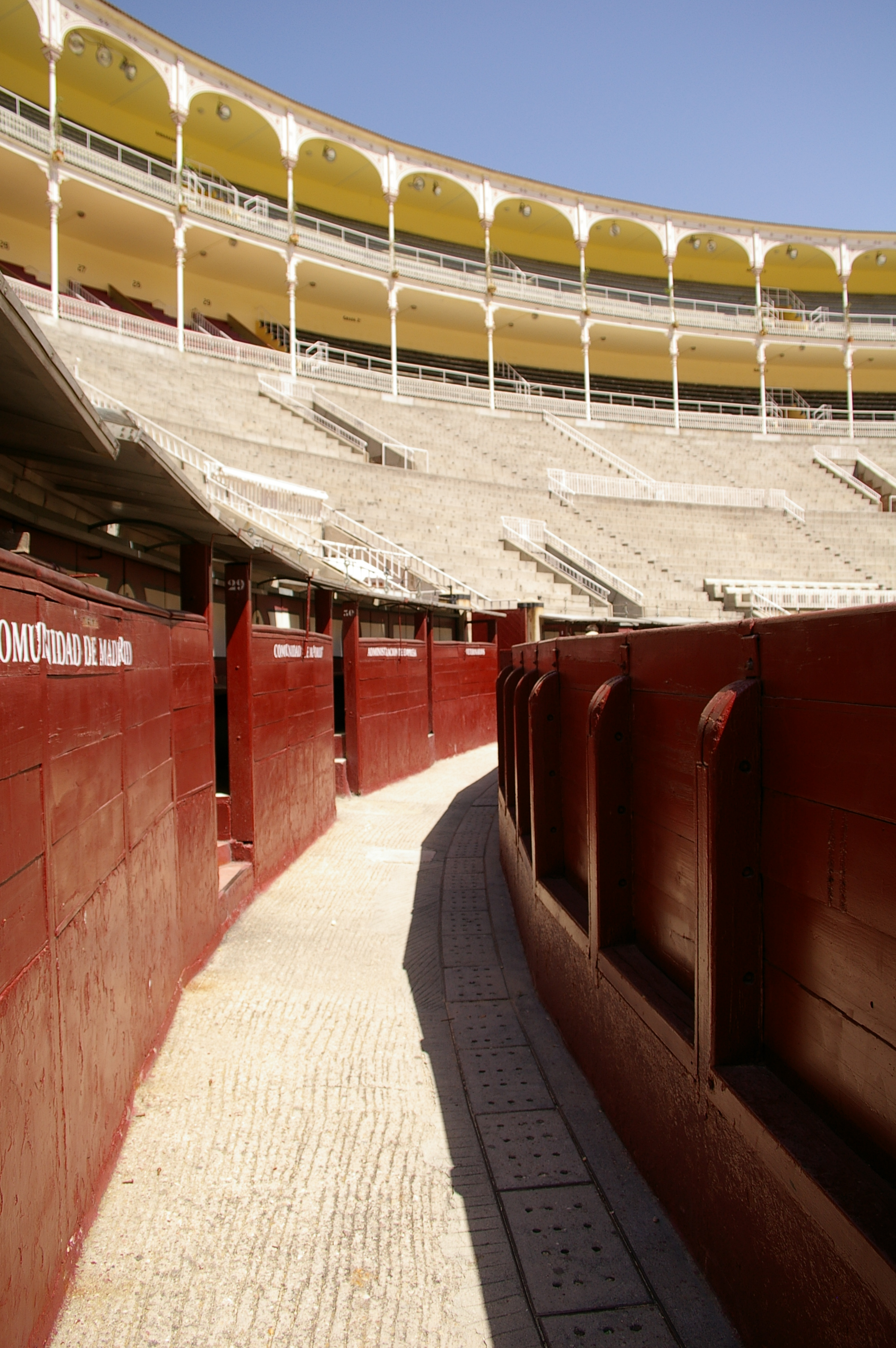
Callejón des arènes Las Ventas de Madrid

Une arène est composée, en partant du sol, d'une barrière en bois qui entoure la piste et d'un espace ou couloir qui sépare la barrière et le mur à partir duquel commencent les barreras. Cet espace porte le nom de  callejón, il a généralement une largeur de deux mètres, parfois moins. Les premières places surplombent le sol du callejón. La séparation en bois (barrera) qui clôture la piste doit être solide et bien fixée pour éviter que le taureau ne la déplace. Cette barrière comporte quatre orifices ou portillons qui permettent au torero de sortir du ruedo (piste) pour venir s'y protéger en cas de danger : ce sont les burladeros.
À l'intérieur du  callejón, il y a  des espaces étroits, au-dessous des places de barrera, protégés par des burladeros où se placent journalistes, photographes, gens de télévision, toreros, gens du mundillo. 
Le centre de l'arène est un espace circulaire ou ovale, recouvert de sable et destiné au combat : le ruedo entouré d'une barrière qui doit être pourvue de quatre grandes portes à deux battants d'une hauteur minimum de trois mètres. 
La porte par laquelle le taureau sort porte le nom de « porte des chiqueros » dite aussi « porte des torils ». Les chiqueros qui peuvent théoriquement communiquer entre eux débouchent d'un côté sur le corridor qui mène au ruedo, de l'autre vers les coralles, dépendances destinées à garder le bétail entre le moment de leur arrivée et celui du combat. C'est également là qu'on enferme les taureaux au moment de l'apartado
L'arène comporte aussi des dépendances : une infirmerie dont la petite porte ouvre sur le callejón. C'est là qu'on prodigue les premiers soins aux matadors blessés. Certaines infirmeries très bien équipées ont un bloc opératoire, ou disposent d'une ambulance stationnée à l'extérieur de l'arène et contenant un bloc opératoire. 
Il existe aussi un endroit nommé « le petit banc des torils » situé au-dessus de la porte des torils. Dans certaines arènes, c'est là que prend place mayoral de l'élevage. Sous le petit banc des torils se trouve une trappe qui donne sur le petit couloir où les toros se tiennent juste avant qu'on ouvre la porte, moment que choisit un employé des arènes pour piquer la devise de l'éleveur